# Grado de conservación de las monedas

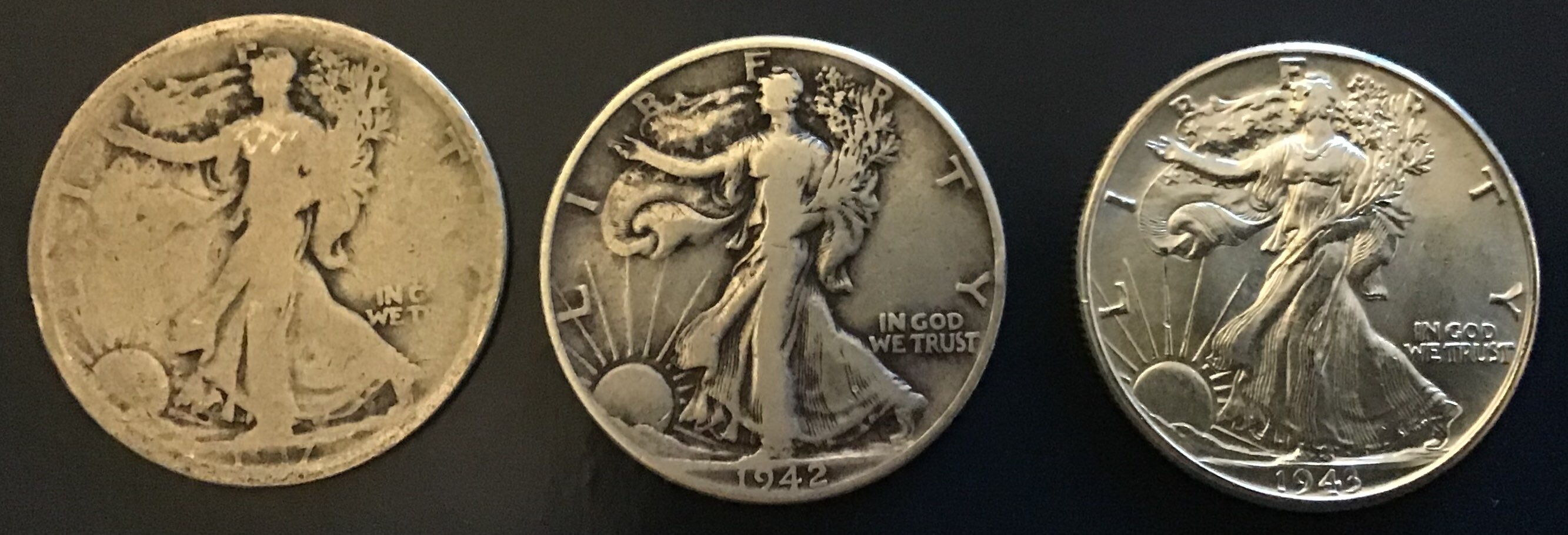
Tres medio dólar de la Libertad caminando (Walking Liberty half dollar) con varios grados de conservación y años.

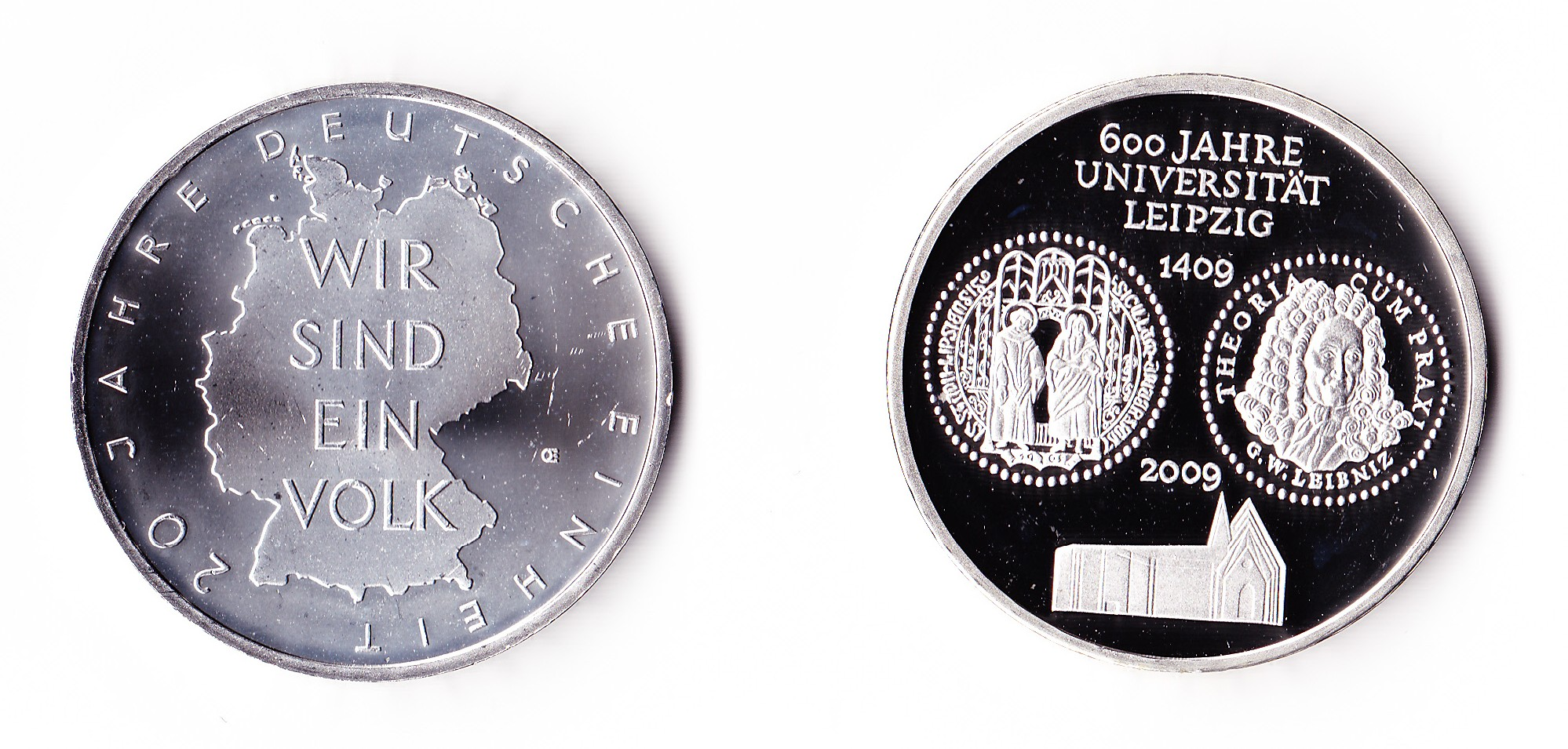
Monedas conmemorativas de 10 euros. Brillante sin circular a la izquierda. Acabado espejo sin circular a la derecha.

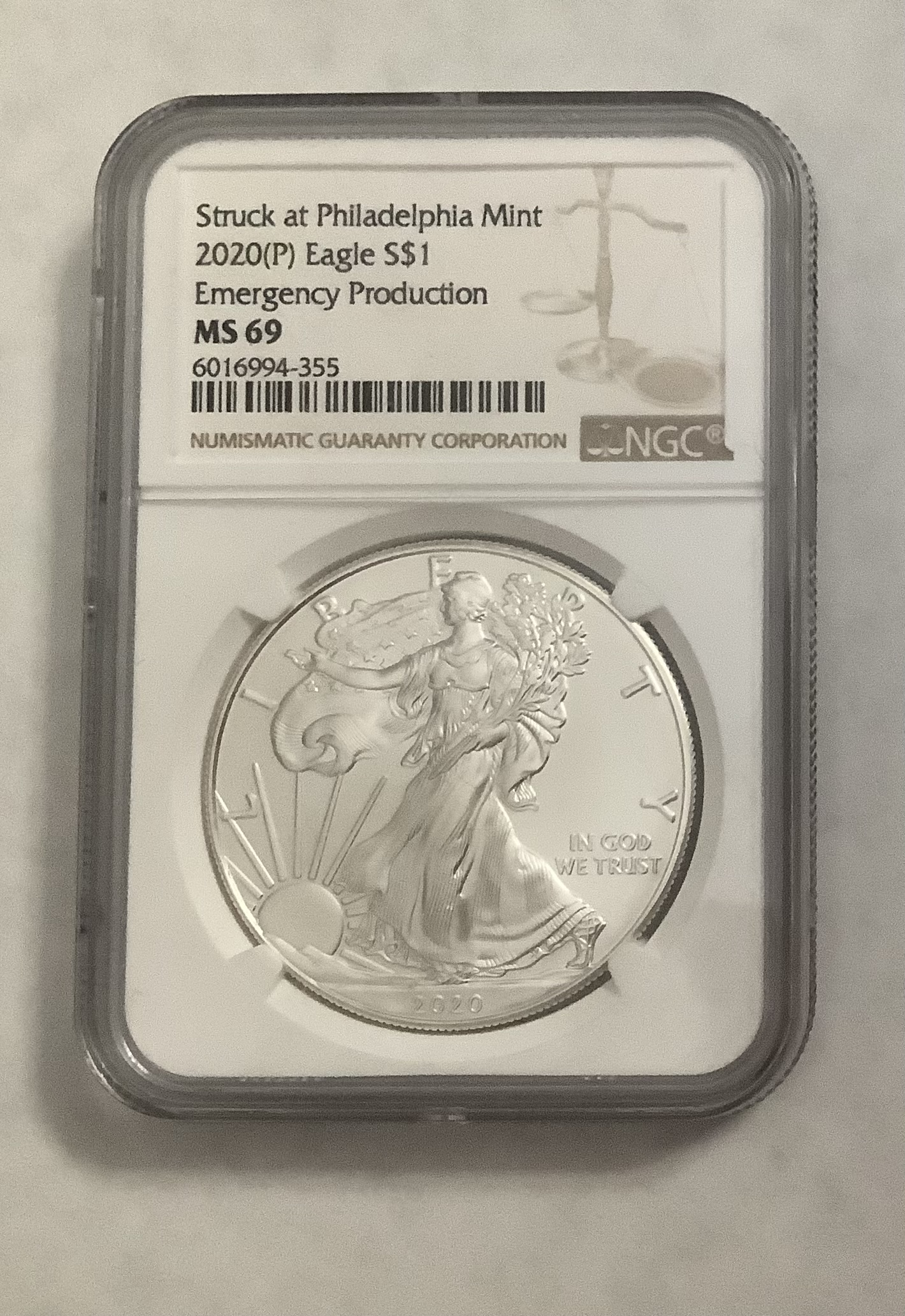
American Silver Eagle de 2020 con grado MS-69 y encapsulado por NGC.

El grado de conservación de las monedas o estado de conservación de las monedas es el proceso de determinar el grado o el estado de una moneda, uno de los factores clave para determinar su valor de colección.
El grado de una moneda se determina generalmente en función de seis criterios: acuñación, conservación, lustre, color, atractivo y, en ocasiones, el país en el que se acuñó. Se han desarrollado varios sistemas de clasificación. Los servicios profesionales de certificación clasifican las monedas a cambio de unas tarifas escalonadas.

## Historia
En coleccionismo, el valor de las monedas varía considerablemente según su grado de conservación. El "grado" mide el aspecto de una moneda. Hay que tener en cuenta, que la clasificación es subjetiva e incluso los expertos pueden discrepar. Por lo general, pueden observarse cinco componentes principales que determinan su grado:
- Golpes
- Conservación de la superficie
- Lustre
- Coloración
- Atractivo visual

La clasificación de las monedas ha evolucionado a lo largo de los años hacia un sistema de distinciones cada vez más precisas. Originalmente, sólo había dos grados, nueva y usada o términos como buena, muy buena o fuera de circulación. A medida que el mercado de coleccionistas de monedas creció rápidamente a fines del siglo XIX y principios del siglo XX, se hizo evidente que se necesitaba un estándar de clasificación más preciso que englobara otros aspectos. Algunas monedas eran simplemente más finas que otras, y algunas monedas no circuladas mostraban más brillo y muchas menos marcas que otras. El numismático William Herbert Sheldon intentó estandarizar una clasificación más precisa de las monedas, proponiendo lo que ahora se conoce como la Escala de Sheldon, que asigna valores numéricos a diferentes grados de conservación. La escala de clasificación asigna valores numéricos que van del 1 al 70.

## Primeros sistemas de clasificación
La calidad de todas las monedas no es igual y los coleccionistas sintieron la necesidad de definir la calidad de las monedas para realizar una evaluación. Los daños en el canto, las muescas, el pulido, la limpieza, los arañazos y otras formas de desgaste se consideran factores a la hora de clasificar una moneda. El hecho de que una moneda muestre o no indicios de haber sido montada en una joya también afecta a su calificación.
En los primeros años de la numismática, se utilizaban tres términos genéricos para clasificar las monedas:
- Buena, cuando la circulación había desgastado la superficie de la moneda, pero los detalles principales seguían siendo visibles.
- Muy buena: cuando las características estaban menos desgastadas y se apreciaba un poco del lustre de ceca en la superficie. La mayoría de los detalles mayores y menores son visibles.
- Sin circular: cuando las características de la moneda eran nítidas y el lustre se aproximaba al estado de una moneda nueva en la ceca.

## Sistemas europeos de grado de conservación
Los países europeos utilizan diversos sistemas de clasificación, aproximadamente equivalentes. Las principales características de sus sistemas se presentan en la siguiente tabla:
| USA y Canadá                        | Diseño restante        | Reino Unido | Francia              | España             | Italia                | Alemania                 | Escandinavia | Holanda             | Portugal            |
| ----------------------------------- | ---------------------- | ----------- | -------------------- | ------------------ | --------------------- | ------------------------ | ------------ | ------------------- | ------------------- |
| Good (G-4 or G-6)                   | 10%                    | G           | AB (Assez Beau)      | RC                 | M                     | GE (Gut erhalten)        | 2            | G (Goed)            | REG                 |
| Very Good (VG-8 or VG-10)           | 25%                    | VG          | B (Beau)             | BC                 | B (Bello)             | SGE (Sehr gut erhalten)  | 1-           | ZG (Zeer Goed)      | MREG                |
| Fine (F-12 or F-15)                 | 50%                    | F           | TB (Très Beau)       | BC+                | MB (Molto Bello)      | S (Schön)                | 1            | Fr (Fraai)          | BC                  |
| Very Fine (VF-20 to VF-35)          | 75%                    | VF          | TTB (Très Très Beau) | MBC                | BB (Bellissimo)       | SS (Sehr schön)          | 1+           | ZF (Zeer Fraai)     | MBC                 |
| Extremely Fine (XF-40 or XF-45)     | 90%                    | EF/XF       | SUP (Superbe)        | MBC+ / EBC-        | SPL (Splendido)       | VZ (Vorzüglich)          | 01           | Pr. (Prachtig)      | MBC+ / Bela-        |
| About Uncirculated (AU-50 to AU-58) | 95% + algo de lustre   | UNC         | No use               | EBC / EBC+         | MSPL (MoltoSplendido) | UNZ− (Fast unzirkuliert) | 0-01         | No use              | Bela / Bela+        |
| Mint State (MS-60 to MS-64)         | 100% + lustre          | BU          | SPL (Splendide)      | SC                 | SPL/FDC               | UNZ (Unzirkuliert)       | 0            | FDC (Fleur de Coin) | Soberba             |
| Mint State (MS-65 to MS-70)         | 100% + lustre completo | FDC         | FDC (Fleur de Coin)  | FDC (Flor de Cuño) | FDC (Fior di Conio)   | STGL (Stempelglanz)      | 0            | FDC                 | FDC (Flor de Cunho) |

### España
En España existe una entidad certificadora oficial que garantiza la autenticidad y el grado de conservación de las monedas. Se denomina CGC, Certificación de Grado de Conservación.
Se utilizan las ciguientes abreviaciones para el grado de conservación:
- RC (Regular Conservada)
- BC (Bien Conservada)
- BC+ (Más que Bien Conservada)
- MBC (Muy Bien Conservada)
- MBC+ / EBC- (Muy Bien Conservada con desgaste desigual en las dos caras)
- EBC / EBC+ (Excelentemente Bien Conservada)
- SC (Sin Circular)
- FDC (Flor de Cuño)

La "Prueba", en realidad, es un método de fabricación, refiriéndose a las primeras muestras de un lote nuevo de monedas, que históricamente se hacía para controlar la calidad del cuño y para fines de archivo. Hoy en día, se producen con frecuencia y en mayor número, especialmente para coleccionistas, y son altamente valoradas.